# Caio Calpúrnio Pisão
Caio Calpúrnio Pisão (em latim: Gaius Calpurnius Piso; m. 19 de abril de 65) foi um senador romano que viveu durante o século I. Foi o principal idealizador da chamada Conspiração de Pisão, o mais famoso e abrangente dos diversos atentados que foram realizados contra a vida do imperador Nero.

## Vida
Pisão foi um homem popular em Roma. Herdou de seu pai, cuja identidade ainda é desconhecida, as conexões com diversas famílias distintas, e, de sua mãe, grande riqueza. Pisão descendia da gens antiga e nobre dos Calpúrnios e distribuiu sua grande riqueza entre seus diversos clientes, espalhados por todas as classes sociais romanas. Dono de uma villa em Baiae, Pisão tinha, dentre seus diversos interesses, o costume de praticar o canto no palco, atuando em tragédias, além de escrever poesia.
Pisão foi descrito como alto, de boa aparência, afável, um excelente orador e advogado nas cortes. Apesar disso, sua integridade era questionada; de acordo com o historiador romano Tácito, Pisão utilizou-se de sua eloquência para defender seus concidadãos, e, embora sempre generoso e gracioso em sua fala, faltava-lhe seriedade, e era considerado como muito ostentador, e com uma inclinação para o sensual. Em 40 d.C. o imperador Calígula baniu Pisão de Roma, depois de se interessar pela sua esposa. Calígula forçou-a a se separar dele, apenas para acusar então o próprio Pisão de ter cometido adultério com ela, para conseguir estabelecer um motivo para pedir o seu banimento. Pisão só retornaria a Roma um ano depois do assassinato de Calígula.

## Conspiração e morte
Em 41 d.C. o imperador Cláudio convocou Pisão de volta a Roma A partir daí Pisão tornou-se um senador poderoso, especialmente durante o reinado de Nero, e em 65 liderou uma iniciativa secreta que visava derrubar do poder o imperador, que ficou conhecida como a Conspiração de Pisão.
Pisão conseguiu atiçar o ódio entre os senadores contra o imperador Nero, de maneira a obter ele próprio o poder. Já em 62 se ouviam comentários, entre aqueles da classe senatorial, além da nobreza e dos equites ("cavaleiros"), de que Nero estaria arruinando Roma. No ano de 65 a cidade já havia passado pelo Grande Incêndio de Roma e pela perseguição aos cristãos, e o caos social decorrente possibilitou que diversos grupos de conspiradores se unissem sob a liderança de Pisão, com a meta de matar o imperador.
Em 19 de abril de 65 o liberto Mílico traiu Pisão e revelou a trama para assassinar o imperador; os conspiradores foram todos presos. No total, dezenove foram condenados à morte, e outros treze foram exilados, o que revelou o grande alcance da conspiração. Pisão recebeu a ordem de cometer suicídio, que ele cumpriu na maneira tradicional, cortando suas veias e sangrando até à morte.

## Família
Pisão teve um filho chamado Calpúrnio Pisão Galeriano, que se casou com Calpúrnia, filha de Licínia Magna e Lúcio Calpúrnio Pisão, cônsul em 57. Galeriano foi executado em 70 por ter sido um aliado de Vitélio contra Vespasiano.